# 25. stoletje pr. n. št.

## Dogodki
- okoli 2500 pr. n. št.: v Maleziji se začne sejati riž
- okoli 2500 pr. n. št.:  v Sumeriji začnejo cveteti šole za pisarje
- okoli 2500 pr. n. št.:  ustanovitev Asirije
- okoli 2500 pr. n. št.:  kopanje in razvoj hipogeja Ħal-Saflieni v Paoli na Malti;  podzemni tempelj se je kasneje uporabljal kot nekropola
- okoli 2500 pr. n. št.:  zgrajena Kefrenova piramida v Gizi
- okoli 2500 pr. n. št.:  izdelan kip faraona Kefrena na prestolu
- okoli 2500 pr. n. št.: Skara Brae, neolitsko naselje na otoku Mainland, Orkneysko otočje, je po 600 letih opuščeno
- okoli 2500 pr. n. št.: Mohendžo-daro doseže površino 18 km2 in 20.000 do 50.000 prebivalcev
- 2494 pr. n. št: Četrto egipčansko dinastijo nasledi Peta egipčanska dinastija
- 2492 pr. n. št: Hajk Veliki ostanovi Armenijo
- okoli 2450 pr. n. št.: Kiš pride pod oblast kraljestva Hamazi iz Kurdistana; Elam pod Avansko dinastijo osvoji del Sumerije
- okoli  2410 pr. n. št.: sumerski kralji ne morejo več avtomatsko postati veliki svečeniki mestnega božanstva; v Mezopotamijo se začnejo priseljevati semitsko govoreča ljudstva in jo osvajati
- okoli 2400 pr. n. št.–2200 pr. n. št.:
  - gradnja Stonehengea
  - v Evropi in zahodnem Sredozemlju se začne širiti megalitska kultura
  - na Kavkazu se pojavijo  najzgodnejši znaki kulture trakaste keramike
  - Amoriti in Kanaanci zasedejo Sirijo in Libanon

## Pomembne osebe
- 2492 pr. n. št.: Hajk Veliki, ustanovitelj Armenije
- 2491 pr. n. št.:  mitološki kitajski cesar  Čuanšu (mitološki samo za zahodne zgodovinarje)
- 2490 pr. n. št.: Menkaure, faraon Četrte dinastije
- 2475 špr. n. št.: Šepseskaf, faraon Četrte dinastije
- 2465 pr. n. št.: Userkaf, faraon Pete dinastije
- 2458 pr. n. št.: Sahure, faraon Pete dinastije
- 2450 pr. n. št.: Tudija, najstarejši asirski kralj, omenjen na Seznamu asirskih vladarjev
- 2446 pr. n. št.: Neferirkare Kakai, faraon Pete dinastije
- 2426 pr. n. št.: Šepseskare, faraon Pete dinastije
- okoli 2425 pr. n. št.: Eanatum Lagaški
- 2419 pr. n. št.: Neferefre, faraon Pete dinastije
- 2416 pr. n. št.: Njuserre, faraon Pete dinastije